# 2024 en tir sportif
Cet article présente les faits marquants de l'année 2024 en tir sportif.

## Évènements

### Jeux olympiques et paralympiques
- Tir aux Jeux olympiques d'été de 2024
- Tir aux Jeux paralympiques d'été de 2024